# 拉多米讷莱
拉多米讷莱（法語：La Dominelais，法語發音：[la dɔminlɛ]）是法国伊勒-维莱讷省的一个市镇，位于该省南部，属于勒东区。

## 地理
拉多米讷莱（47°45'45"N, 1°41'18"W）面积32.45 平方千米，位于法国布列塔尼大區伊勒-维莱讷省，该省份为法国西北部沿海省份，位于布列塔尼半岛东部，北濒大西洋，西接阿摩尔滨海省和莫尔比昂省，南至大西洋卢瓦尔省，西南端接曼恩-卢瓦尔省，东临马耶讷省，东北与芒什省接壤。
与拉多米讷莱接壤的市镇（或旧市镇、城区）包括：布列塔尼地区班、大富日赖、拉诺埃布朗什、圣叙尔皮斯德朗德、穆艾、锡永莱米讷。

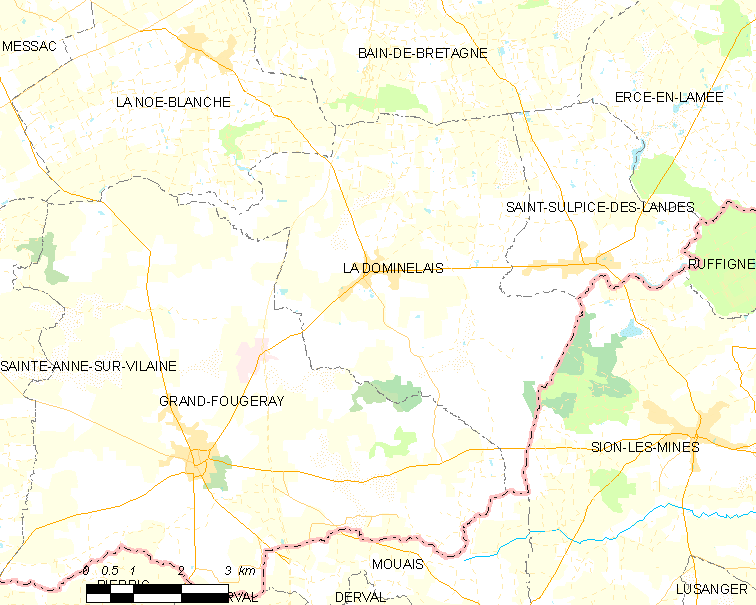
拉多米讷莱的OSM定位图

拉多米讷莱的时区为UTC+01:00、UTC+02:00（夏令时）。

## 行政
拉多米讷莱的邮政编码为35390，INSEE市镇编码为35098。

## 政治
拉多米讷莱所属的省级选区为布列塔尼地区班县。

## 人口

1962-2008年间拉多米讷莱人口变化图示

拉多米讷莱于2022年1月1日时的人口数量为1414人。